# Tricentra angulisigna
Tricentra angulisigna är en fjärilsart som beskrevs av Paul Dognin 1908. Tricentra angulisigna ingår i släktet Tricentra och familjen mätare. Inga underarter finns listade i Catalogue of Life.